# Psilochaeta chlorogaster
Psilochaeta chlorogaster är en tvåvingeart som först beskrevs av Christian Rudolph Wilhelm Wiedemann 1830.  Psilochaeta chlorogaster ingår i släktet Psilochaeta och familjen husflugor. Inga underarter finns listade i Catalogue of Life.